# Sojusz Republikański, Ekologiczny i Społeczny
Sojusz Republikański, Ekologiczny i Społeczny (fr. Alliance républicaine, écologique et sociale, ARES) – koalicja francuskich partii politycznych o profilu centrowym, liberalnym i socjalliberalnym, utworzona w 2011. Określana także jako Sojusz (fr. L'Alliance).
Powstanie Sojuszu wiąże się z rozluźnieniem politycznych związków między środowiskami centrowymi a Unią na rzecz Ruchu Ludowego w ramach francuskiego obozu rządzącego. Wynikało to ze zmian w rządzie François Fillona, kiedy to w 2010 zostali z niego odwołani Jean-Louis Borloo z Partii Radykalnej i Hervé Morin z Nowego Centrum. W maju 2011 odbyły się kongresy lub posiedzenia władz czterech ugrupowań (Partii Radykalnej, Nowego Centrum, Nowoczesnej Lewicy i Konwencji Demokratycznej), które opowiedziały się za powołaniem nowej koalicji. 14 czerwca 2011 wybrano przedstawicieli zarządu krajowego formacji, a 26 czerwca tego samego roku podczas konwencji oficjalnie ogłoszono jej powstanie. Jednym z celów Sojuszu stało się wystawienie własnego kandydata w wyborach prezydenckich w 2012, którym miał zostać Jean-Louis Borloo, który ostatecznie nie wystartował. Sojusz nie przerodził się w jednolitą strukturę, w wyborach parlamentarnych w 2012 tworzące go ugrupowania wystawiały własnych kandydatów, w części okręgów w porozumieniu z UMP. W tym samym roku jego działalność zanikła.

## Partie członkowskie
- Nowe Centrum (lider: Hervé Morin)
- Partia Radykalna (lider:Jean-Louis Borloo)
- Nowoczesna Lewica (lider Jean-Marie Bockel)
- Konwencja Demokratyczna (lider: Hervé de Charette)